# Vĩnh Hiệp, Vĩnh Thạnh (Bình Định)
Vĩnh Hiệp là một xã thuộc huyện Vĩnh Thạnh, tỉnh Bình Định, Việt Nam.
Xã Vĩnh Hiệp có diện tích 82,65 km², dân số năm 2005 là 2.756 người, mật độ dân số đạt 33 người/km².

## Hành chính
Xã Vĩnh Hiệp được chia thành 7 thôn: Hà Ri, Tà Lét, Thạnh Quang, Vĩnh Cửu, Vĩnh Khương, Vĩnh Phúc, Vĩnh Thọ.